# Акрофобија
Акрофобија или хипсофобија је страх од висине. Акрофобија може да буде веома опасна уколико се особа која болује од ове болести нађе на високом месту јер у таквој ситуацији особа која пати од акрофобије постаје превише узрујана да би сишла. Понекад се меша са вертигом. Вертиго је физичко стање које узрокује несвестицу или дезоријентацију кад особа гледа одозго са неке високе тачке.
Већина људи доживљава одређени степен природног страха када су изложени висинама, познат као страх од пада. С друге стране, за оне који се мало плаше такве изложености каже се да имају главу за висине. Глава за висине је погодна за планинарење или пењање на планинском терену, као и за одређене послове, као што су грађевински радови на високим зградама, ветро-турбинама и  торњевима. Отприлике 2–5% опште популације има акрофобију, при чему је двоструко више жена него мушкараца.
Израз потиче од грчког: ακρον, акрон, што значи „врх, врх, ивица“ и φοβος, Фобос, „страх“. Термин "хипсофобија" потиче од грчке речи υψος (хипсос), што значи "висина". На грчком, стварни израз који се користи за ово стање је "υψοφοβια" (хипсофобија).

## Акрофобија и вртоглавица
Висинска вртоглавица је узрокована сукобом између чула вида, вестибуларних и соматосензорних чула. Ово се дешава када вестибуларни и соматосензорни системи осете покрете тела које очи не детектују. Више истраживања показује да овај сукоб доводи и до мучнине и анксиозности. Може настати конфузија у разликовању вртоглавице на висини и акрофобије због низа симптома који се преклапају, укључујући љуљање тела и вртоглавицу. Даља конфузија може доћи због висинске вртоглавице која је директан симптом акрофобије.

## Узроци
Традиционално, акрофобија се, као и друге фобије, приписује трауматском искуству. Недавне студије су довеле у сумњу ово објашњење. Утврђено је да појединци са акрофобијом немају трауматична искуства. Ипак, ово може бити због неуспеха присећања искустава, јер сећање бледи како време пролази. Резултати обимне студија са 1000 учесника су показали да су учесници са мањим страхом од висине имали више повреда због пада.
Страх од пада, заједно са страхом од гласних звукова, један је од најчешће предложених урођених или „неасоцијативних“ страхова. Новија теорија не-асоцијације је да је страх од висине еволуирана адаптација на свет у коме су падови представљали значајну опасност. Ако је овај страх наслеђен, могуће је да га се људи отарасе честим излагањем висини. Другим речима, акрофобија би могла бити повезана са недостатком изложености висинама у раном животу.
Истраживачи су утврдили да је страх од висине инстинкт који се налази код многих сисара, укључујући домаће животиње и људе. Експерименти са визуелним литицама показали су да људска одојчад и мала деца, као и друге животиње различитог узраста, нерадо излазе на стаклени под са погледом на неколико метара привидног простора испод њега. Иако су људска одојчад у почетку искусила страх када су пузала по визуелној литици, већина њих је превазишла страх вежбањем, излагањем и савладавањем и задржала ниво здраве опрезности. Док је урођена опрезност од висина корисна за преживљавање, екстремни страх може ометати активности свакодневног живота, као што је стајање на мердевинама или столици, или чак ходање уз степенице.
Сродни, блажи облик визуелно изазваног страха или анксиозности назива се визуелна нетолеранција висине. До једне трећине људи може имати одређени ниво визуелне нетолеранције висине.